# Robert von Mohl
Robert von Mohl (ur. 17 sierpnia 1799 w Stuttgarcie, zm. 5 listopada 1875 w Berlinie) – niemiecki prawnik, filozof i teoretyk prawa, polityk, minister sprawiedliwości. Poseł przez wiele kadencji, w tym Zgromadzenia Narodowego we Frankfurcie w 1848 r. i Reichstagu. Od 1827 do 1846 profesor nauk politycznych Uniwersytetu w Tybindze, a następnie w Heidelbergu. Von Mohl najbardziej znany jest jako jeden z twórców pojęcia państwa prawa. Najbardziej znane dzieło von Mohla to Encyklopedia umiejętności politycznych.

## Życiorys
Von Mohl pochodził z żyjącej od XVI w. rodziny urzędników wirtemberskich. Był synem nadprezydenta konstystoralnego, radcy stanu i doktora nauk prawnych Ferdynanda Beniamina von Mohla (1766–1845). Studiował prawo i nauki polityczne na uniwersytetach w Heidelbergu, Getyndze i Tybindze. Po ukończeniu studiów został w 1824 nadzwyczajnym, a następnie od 1827 zwyczajnym profesorem nauk politycznych w Tybindze. Dziewięć lat później awansował na stanowisko głównego bibliotekarza.
Jako poseł miasta Balingen upublicznił w 1845, przy okazji kampanii wyborczej, swoje polityczne poglądy, krytykując bez ogródek działania rządu. Z tego powodu musiał ustąpić z zajmowanych stanowisk uniwersyteckich. Jako radca stanu miał został przeniesiony do Ulm, ale uwolnił się od służby urzędniczej i został wybrany do wirtemberskiego parlamentu. W 1847 został profesorem prawa na Uniwersytecie w Heidelbergu.
Jako członek tzw. parlamentu tymczasowego został w 1848, w okresie Wiosny Ludów wybrany do Frankfurckiego Zgromadzenia Narodowego. 25 września 1848 został nawet ministrem sprawiedliwości tymczasowego rządu niemieckiego księcia Karla zu Leiningena. 17 maja 1849 złożył dymisję i poświęcił się pracy naukowej na heidelberskim uniwersytecie. Od 1857 był posłem w badeńskim parlamencie, następnie we Frankfurcie (1861–1866), i Monachium (1867–1871). W 1871 otrzymał urząd prezesa Wyższej Izby Obrachunkowej w Karlsruhe.

## Dzieła
- Die deutsche Polizeiwissenschaft nach den Grundsätzen des Rechtsstaats, Tübingen 1833.
- Ueber die Nachtheile, welche sowohl den Arbeitern selbst, als dem Wohlstande und der Sicherheit der gesammten bürgerlichen Gesellschaft von dem fabrikmäßigen Betriebe der Industrie zugehen, und über die Nothwendigkeit gründlicher Vorbeugungsmittel, Tübingen 1835.
- Das deutsche Reichsstaatsrecht, Tübingen, 1873.
- Encyklopädie der Staatswissenschaften pierwsze wydanie 1859 (Encyklopedia umiejętności politycznych).
- Geschichte unt Litteratur der Staatswissenschaften, t. 1 – 3, 1855 – 1858.
- Staatsrecht des Königreichs Württemberg, Tübingen 1840 (Prawo państwowe Królestwa Wirtembergii).
- Staatsrecht, Völkerrecht und Politik, Tübingen, t. 1 – 3, 1860-1869 (Prawo państwowe, prawo narodów i polityka).
- Die Verantwortlichkeit der Minister, Tübingen 1837 (Odpowiedzialność ministrów).
- Gesellschaftswissenschaften und Staatswissenschaften (reprint), Schutterwald – Baden 1992.